# Жирарден, Сен-Марк
Сен-Марк Жирарден (фр. Saint-Marc Girardin; 12 февраля 1801, Париж, — 11 апреля 1873, Морсан-сюр-Сен) — французский писатель, член Французской академии.
Был учителем в коллеже, потом профессором литературы в Сорбонне; писал литературно-критические статьи в «Journal des débats». Плодом двукратного путешествия его в Германию были «Rapport sur l’êtât de l’instruction publique dans le midi d’Allemagne» и «Notices politiques et littéraires sur l’Allemagne».
Его политическая деятельность в качестве депутата (1834—1848) была незначительна. Как критик и преподаватель, Жирарден держался строго ортодоксальных принципов и нравоучительных тенденций. Во время Второй империи он удержал за собой кафедру в Сорбонне. Избранный в национальное собрание (1871), Жирарден примкнул к правому центру.
Он написал: «Eloge de Bossuet» (1827), «Tableau de la marche et des progrès de la littérature française au XVI siècle» (1828), «Mélanges de littérature et de morale» (Париж, 1840), «Sur l’instruction intermédiaire en France» (Париж, 1846), «De l’usage des passions dans le drame» (1847), «Souvenirs et réflexions politiques d’un journaliste» (Париж, 1859). Часть его лекций напечатана в «Cours de littérature dramatique» (Париж, 1843).